# 達林托尼亞 (加利福尼亞州)
達林托尼亞（英語：Darlingtonia）是位於美國加利福尼亞州德爾諾特縣的一個非建制地區。該地的面積和人口皆未知。

## 地理
達林托尼亞的座標為41°50′10″N 123°56′35″W / 41.83611°N 123.94306°W，而該地的平均海拔高度為141米（即463英尺）。